# Trại tập trung

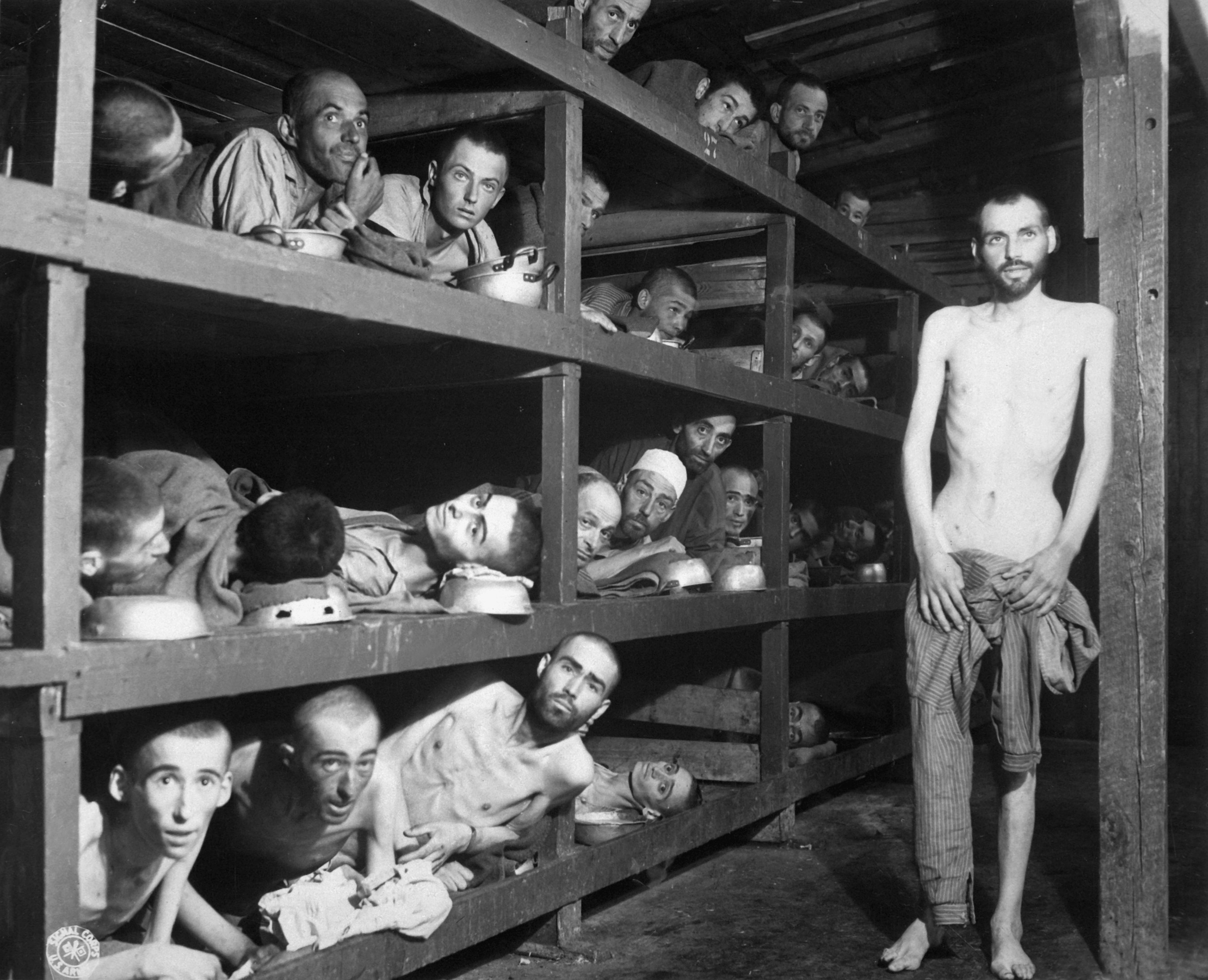
Các tù nhân trại tập trung Buchenwald còn sống sót khi được giải thoát

Trại tập trung là một khu khá lớn được rào lại và dùng làm chỗ giam giữ hay cai quản một số đông người. Trại tập trung khác trại tù vì những người bị đưa vào trại tập trung thường không có án kết, không qua một cuộc xử lý thực sự tại toà án. Họ bị bắt và đưa vào trại chỉ vì họ có những tính chất chung mà chính quyền lúc bấy giờ nhân thấy cần quản chế chặt chẽ.
Những trại tập trung trong lịch sử:
1. Những  trại tập trung do Đức Quốc xã dựng lên và tiêu diệt dân Do Thái trong thời kỳ 1938 - 1945.
2. Những trại tập trung dân Nhật Bản tại Hoa Kỳ và Canada trong Chiến tranh thế giới thứ hai.
3. Những trại tập trung Ấp Chiến lược để cô lập dân và ngăn họ liên lạc với những người cộng sản miền Nam trong Chiến tranh Việt Nam.
4. Những trại tập trung Học tập cải tạo dành cho cựu quân nhân Việt Nam Cộng hòa sau năm 1975.
5. Trại cải tạo lao động của Liên Xô